# La mia fantastica vita da cane
La mia fantastica vita da cane (L'Extraordinaire Voyage de Marona) è un film d'animazione del 2019 diretto da Anca Damian.